# ديريك آدامز
ديريك آدامز (بالإنجليزية: Derek Adams)‏ (25 يونيو 1975 بغلاسكو في المملكة المتحدة - ) هو مدرب كرة قدم ولاعب كرة قدم بريطاني في مركز الوسط. لعب مع نادي أبردين ونادي بيرنلي ونادي روس كاونتي ونادي ماذرويل ونادي آير يونايتد ونادي ليفينغستون لكرة القدم.

## وصلات خارجية
- ديريك آدامز على موقع قاعدة بيانات كرة القدم.إي يو (الإنجليزية)
- ديريك آدامز على موقع Soccerbase.com (لاعب) (الإنجليزية)
- ديريك آدامز على موقع Soccerbase.com (مدرب) (الإنجليزية)
- ديريك آدامز على موقع Soccerway.com (الإنجليزية)
- ديريك آدامز على موقع عالم كرة القدم.نت (الإنجليزية)